# Yellowstone (serie televisiva)
Yellowstone è una serie televisiva statunitense ideata da Taylor Sheridan e John Linson.
La serie, che segue le vicende della famiglia Dutton, proprietaria di un ranch nel Montana, trasmessa dal 20 giugno 2018 al 15 dicembre 2024 su Paramount Network.
La serie ha avuto due prequel, 1883 (2021-2022), che narra dell'arrivo della famiglia Dutton a Yellowstone nel Montana, e 1923 (2022 - 2025), che narra le vicende della famiglia tra la Grande depressione, il proibizionismo e l'espansione occidentale.

## Trama
Il più grande ranch del Montana è minacciato da costruttori a caccia di terreni, in continuo conflitto con l'adiacente parco nazionale di Yellowstone e con la locale riserva indigena.

## Episodi
| Stagione         | Episodi | Episodi | Prima TV USA | Prima TV Italia |
| ---------------- | ------- | ------- | ------------ | --------------- |
| Prima stagione   | 9       | 9       | 2018         | 2020            |
| Seconda stagione | 10      | 10      | 2019         | 2020            |
| Terza stagione   | 10      | 10      | 2020         | 2021            |
| Quarta stagione  | 10      | 10      | 2021-2022    | 2021-2022       |
| Quinta stagione  | 14      | 8       | 2022-2023    | 2023            |
| Quinta stagione  | 14      | 6       | 2024         | 2024-2025       |

## Personaggi e interpreti

### Principali
- John Dutton III (stagioni 1-5), interpretato da Kevin Costner (adulto) e da Josh Lucas (giovane), doppiato da Massimo Lodolo (adulto e giovane, stagioni 1-2) e da Francesco Bulckaen (giovane, stagione 5).
Vedovo e patriarca della sesta generazione dei Dutton, è il proprietario e gestore dello Yellowstone Dutton Ranch, il più grande ranch del Montana e degli Stati Uniti. All'inizio è il commissario per il bestiame del Montana e lotta assiduamente contro coloro i quali cercano di ottenere il controllo sulla sua terra. Dopo che Lynelle Perry diventa senatrice, John è il nuovo governatore del Montana. Muore nella sua residenza per mano di un gruppo di sicari, che inscenano la sua morte come un suicidio, ingaggiati da Sarah Atwood.
- Kayce Dutton (stagioni 1-5), interpretato da Luke Grimes, doppiato da Gianluca Cortesi.
Ex Navy SEAL e figlio minore di John e Evelyn. È un agente per la protezione del bestiame che vive nella riserva indiana di Broken Rock con sua moglie Monica e il loro figlio Tate.
- Bethany "Beth" Dutton (stagioni 1-5), interpretata da Kelly Reilly (adulta) e da Kylie Rogers (adolescente), doppiata da Francesca Manicone (adulta).
Figlia di John e Evelyn, inizialmente è una finanziera per la società Schwartz & Meyer. In seguito, accetta la proposta di Caroline di assumere la guida della Market Equities divisione del Montana ma una volta scoperti i piani, fa di tutto per screditarli e viene licenziata. Dopo che suo padre viene nominato governatore, ricopre il ruolo di capo di gabinetto.
- James Michael "Jamie" Dutton, nato Randall (stagioni 1-5), interpretato da Wes Bentley, doppiato da Gianfranco Miranda.
Figlio adottato da John e Evelyn, dopo che il padre biologico è finito in carcere per aver ucciso la moglie. Laureato in legge ad Harvard è l'avvocato di famiglia. Dopo il pensionamento di Mike Stewart, è il nuovo procuratore generale del Montana.
- Rip Wheeler (stagioni 1-5), interpretato da Cole Hauser (adulto) e da Kyle Red Silverstein (adolescente), doppiato da Francesco De Francesco (adulto).
Supervisore al ranch Yellowstone e leale braccio destro di John. Arrivato al ranch da adolescente a causa di un padre violento, da allora intrattiene una relazione con Beth che alla fine sposerà.
- Monica Dutton (stagioni 1-5), interpretata da Kelsey Asbille, doppiata da Erica Necci.
Moglie nativa americana di Kayce e insegnante nella scuola media della riserva indiana di Broken Rock. Successivamente è la nuova docente di storia americana dell'Università statale del Montana.
- Tate Dutton (stagioni 1-5), interpretato da Brecken Merrill, doppiato da Giovanni Cardellicchio (stagioni 1-3) e Sebastiano Pezzulli (stagioni 4-5).
Giovane figlio di Kayce e Monica.
- Jimmy Hurdstrom (stagione 1-5), interpretato da Jefferson White, doppiato da Davide Albano.
Ex tossicodipendente assunto da Rip come nuovo mandriano al ranch che in seguito, su consiglio di Lloyd, scopre la passione per il bronc riding.
- Dan Jenkins (stagioni 1-2), interpretato da Danny Huston, doppiato da Stefano De Sando.
Facoltoso imprenditore della California il cui obiettivo principale è quello di ottenere la terra su cui è situato il ranch Yellowstone. Muore nella sua villa per mano di alcuni mercenari ingaggiati dai fratelli Beck.
- Thomas Rainwater (stagioni 1-5), interpretato da Gil Birmingham, doppiato da Antonio Sanna.
Nuovo presidente della tribù confederata di Broken Rock che cerca di reclamare la terra del ranch Yellowstone che i Dutton hanno strappato al suo popolo secoli prima.
- Lloyd Pierce (stagioni 3-5, ricorrente stagioni 1-2), interpretato da Forrie J. Smith (adulto) e da Forrest Wilder (giovane), doppiato da Gianni Giuliano (adulto).
Anziano ed esperto cowboy che lavora allo Yellowstone da decenni.
- Colby Mayfield (stagioni 3-5, ricorrente stagioni 1-2), interpretato da Denim Richards, doppiato da Paolo Vivio.
Cowboy al ranch. Nella quarta stagione instaura una relazione con Teeter. Muore dopo aver salvato la vita al giovane Carter, a causa di uno stallone imbizzarrito.
- Ryan (stagione 4-5, ricorrente stagioni 1-3), interpretato da Ian Bohen, doppiato da Edoardo Stoppacciaro.
Cowboy al ranch e agente per la protezione del bestiame.
- Walker (stagioni 4-5, ricorrente stagioni 1-3), interpretato da Ryan Bingham, doppiato da Stefano Crescentini.
Cantautore country che, dopo il rilascio di prigione per omicidio, Rip assume come mandriano allo Yellowstone. Dalla terza stagione in poi ha una relazione con Laramie.
- Carter (stagioni 4-5), interpretato da Finn Little, doppiato da Vittorio Thermes.
Quattordicenne rimasto orfano di padre che Beth accompagna al ranch e viene assunto come stalliere.
- Lynelle Perry (stagione 5, ricorrente stagioni 1, 3, guest star stagioni 2, 4), interpretata da Wendy Moniz, doppiata da Claudia Catani.
Governatrice del Montana che intrattiene una breve relazione con John. Successivamente si candida al senato per lo stato del Montana.
- Teeter (stagione 5, ricorrente stagioni 3-4), interpretata da Jennifer Landon, doppiata da Gaia Bolognesi.
Nuova mandriana sboccata assunta da Rip originaria del Texas che in seguito diventa la fidanzata di Colby.
- Emily (stagione 5, ricorrente stagione 4), interpretata da Kathryn Kelly, doppiata da Annalisa Usai.
Veterinaria al ranch Four Sixes nel Texas occidentale e nuova fidanzata di Jimmy.
- Moses "Mo" Brings Plenty (stagione 5, ricorrente stagioni 1-4), interpretato da Moses Brings Plenty, doppiato da Emidio La Vella.
Autista e assistente del presidente Rainwater.

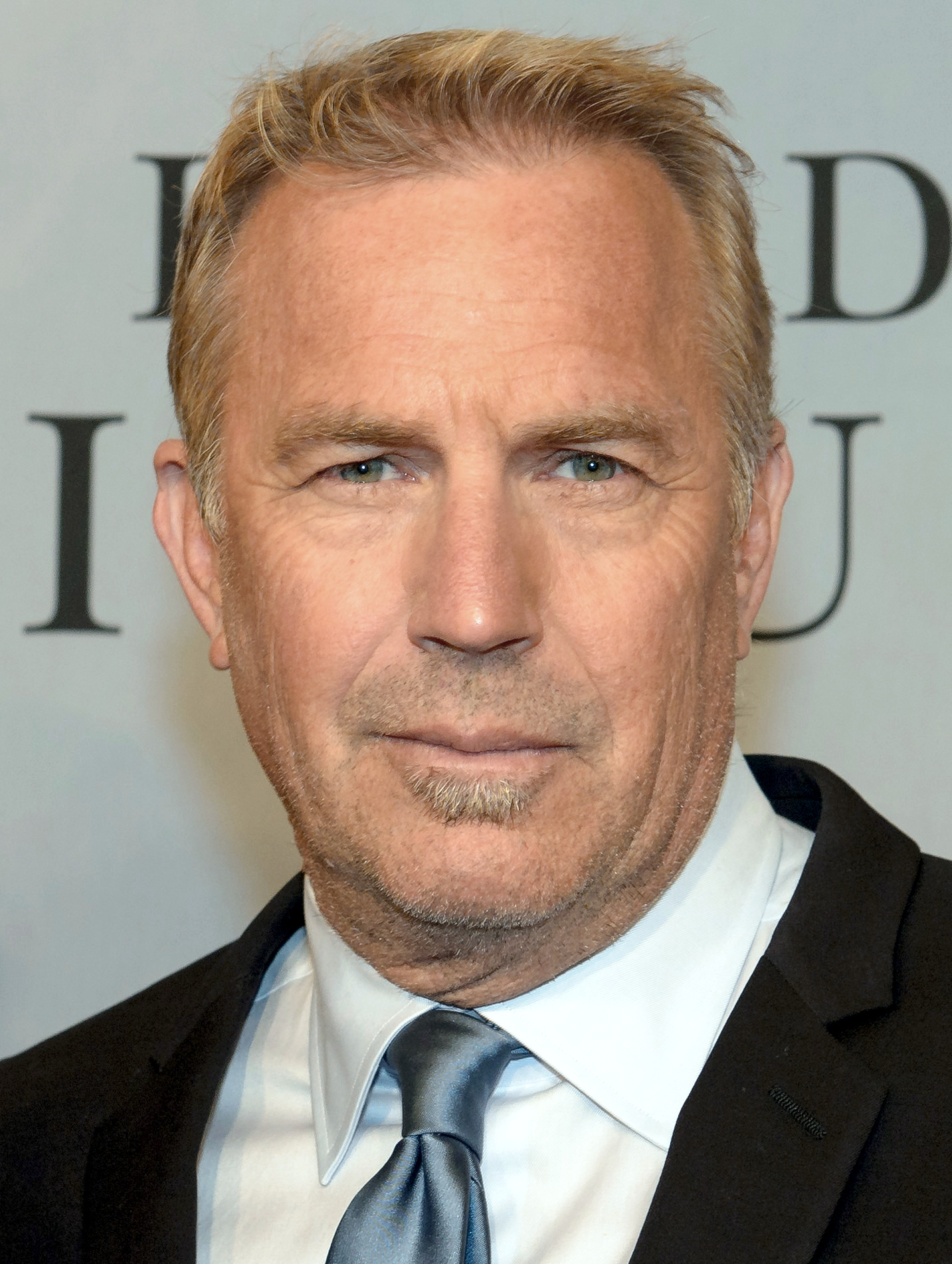
Kevin Costner
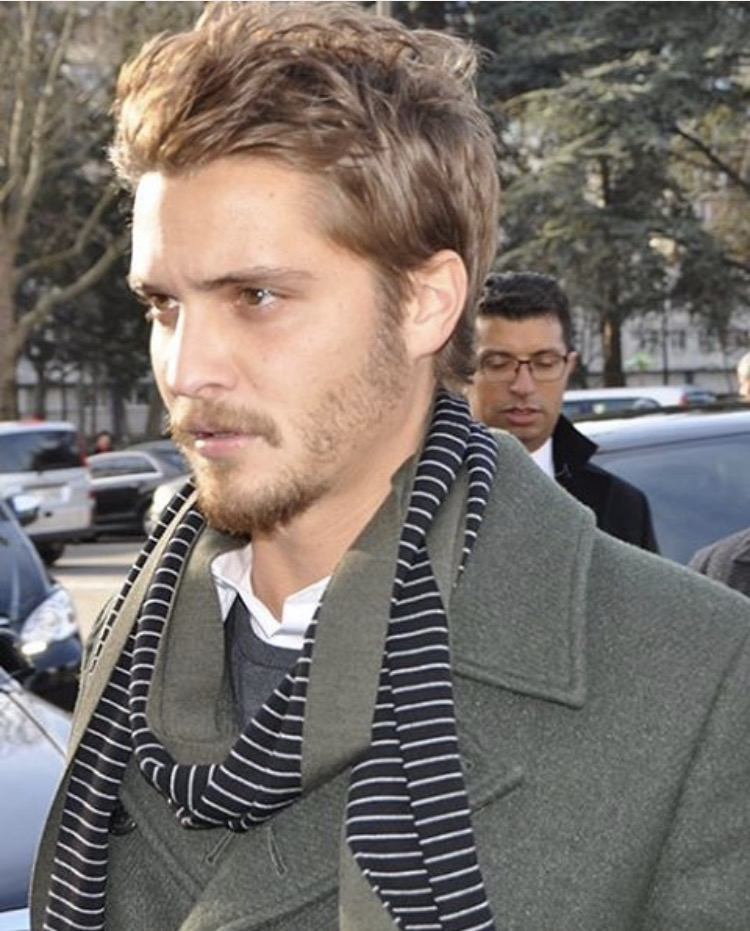
Luke Grimes
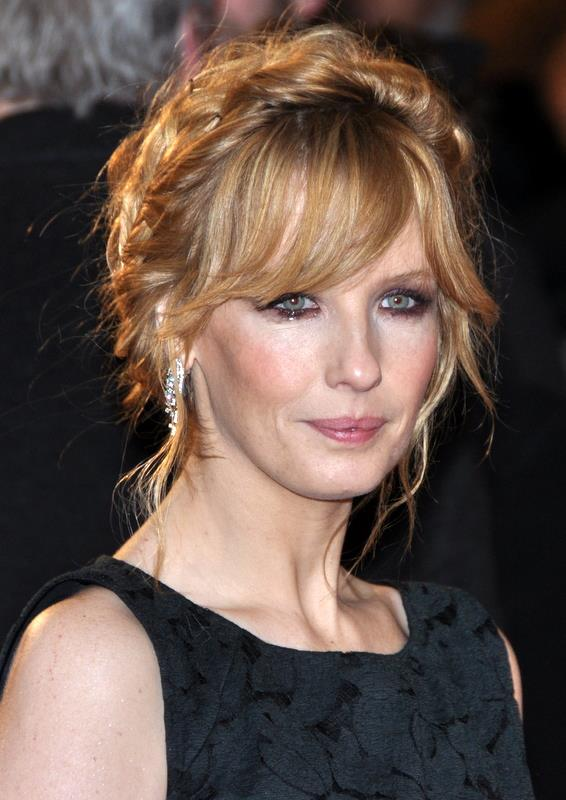
Kelly Reilly
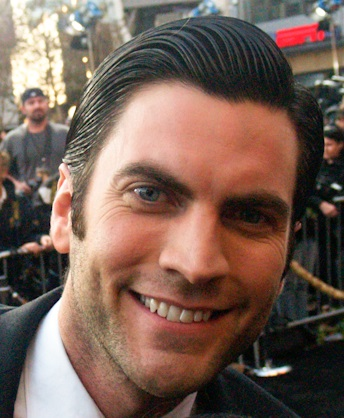
Wes Bentley
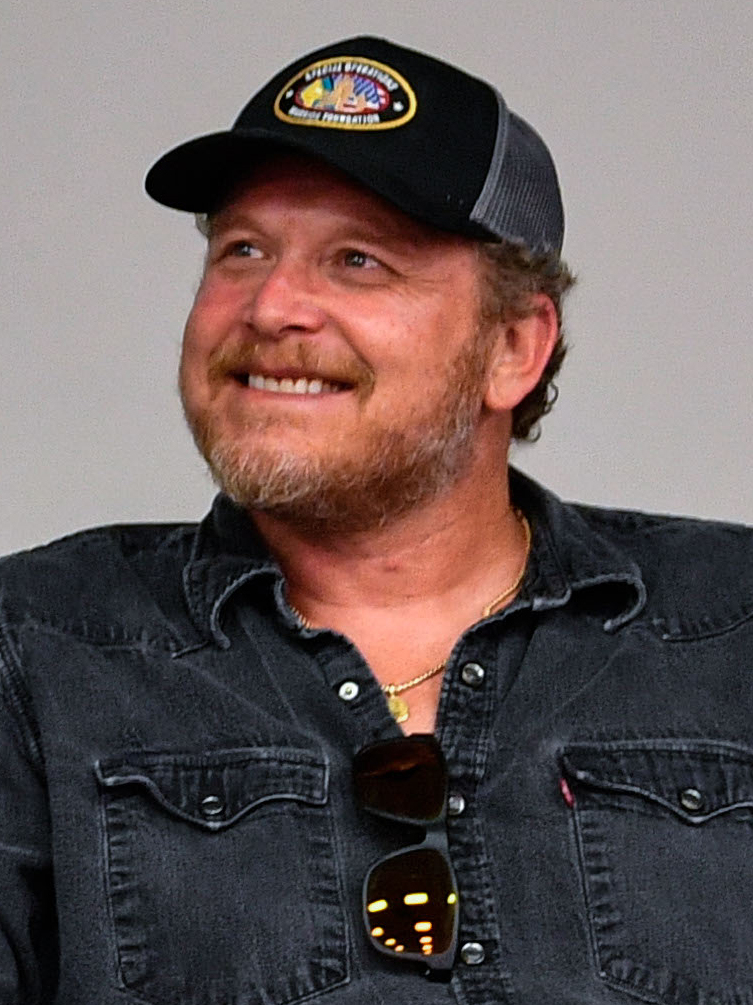
Cole Hauser
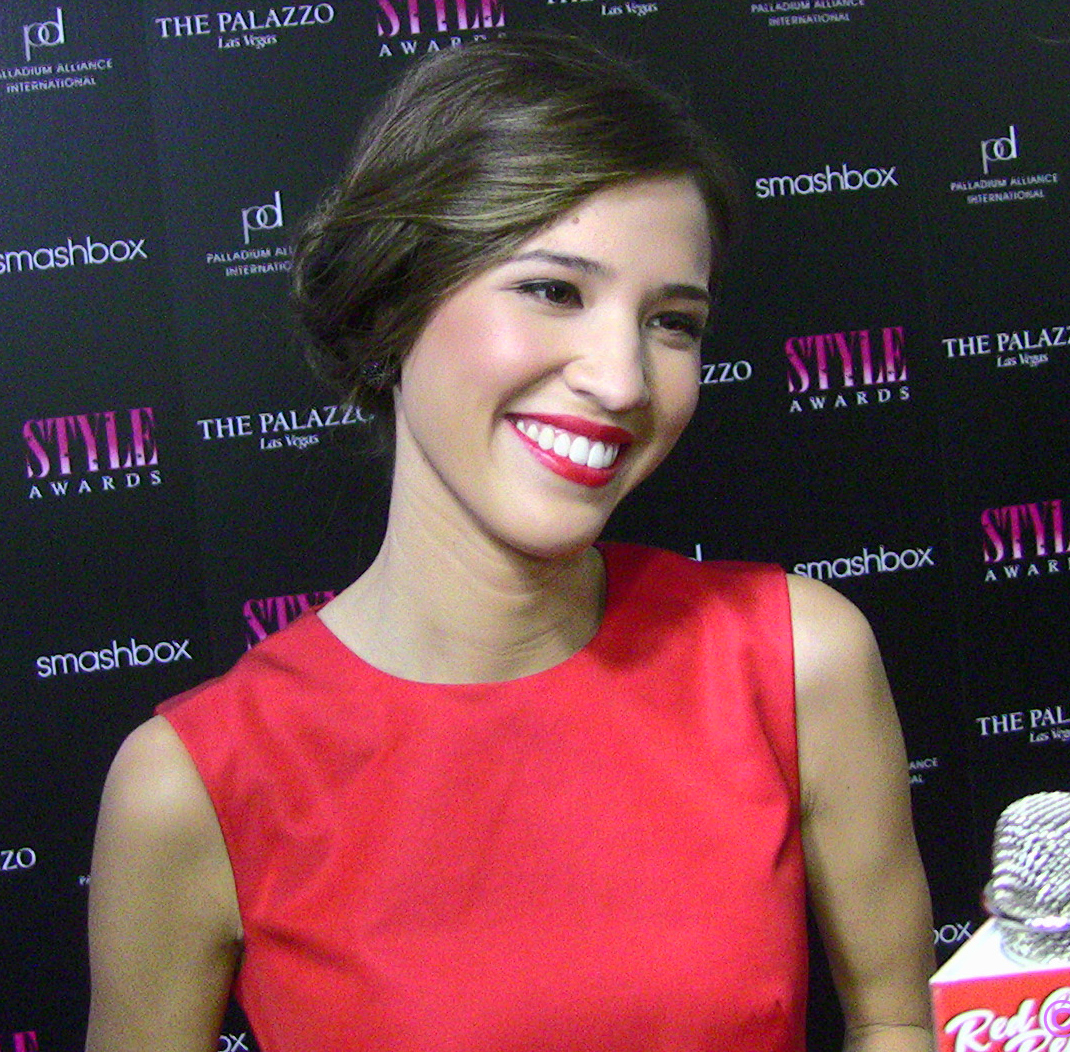
Kelsey Asbille
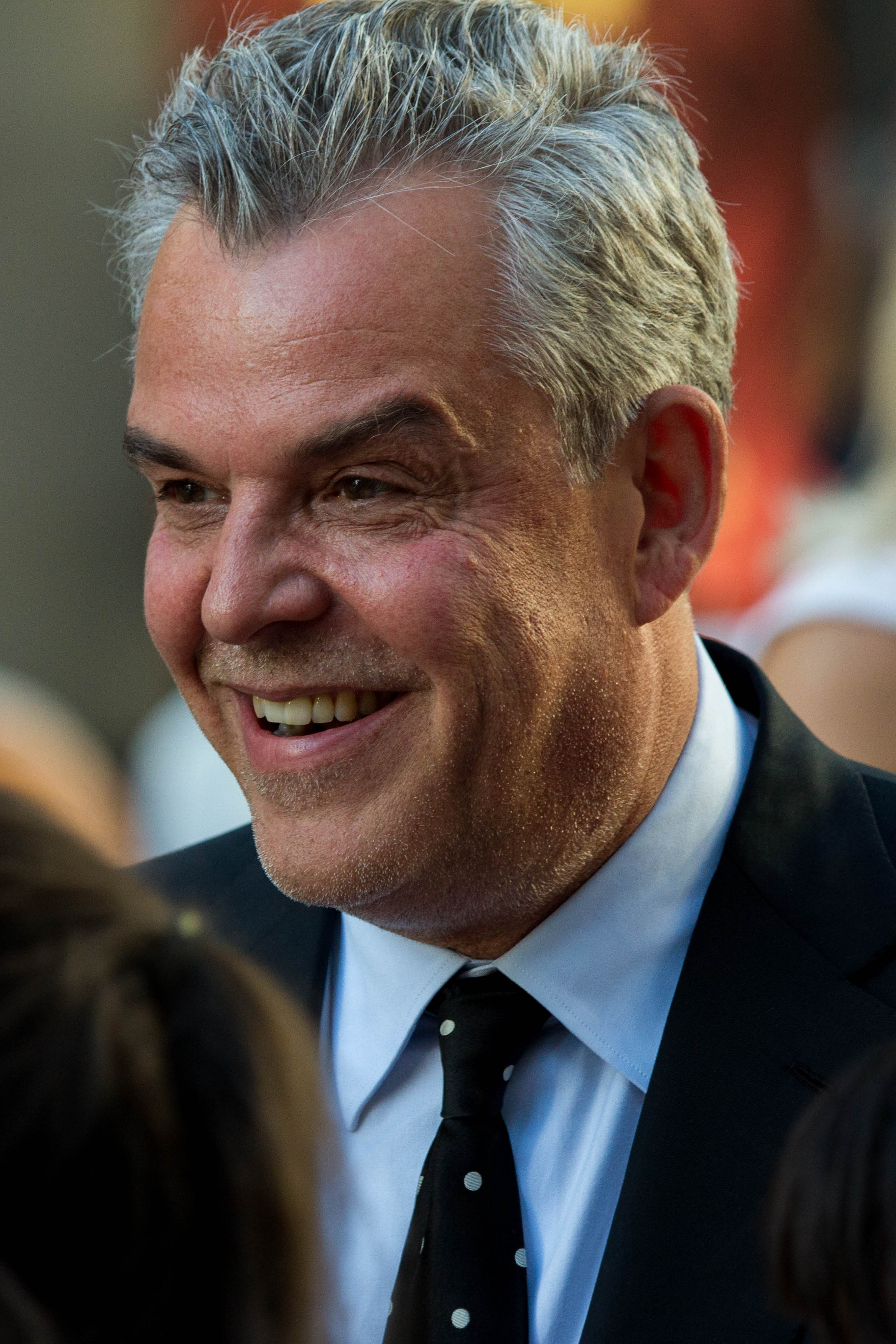
Danny Huston
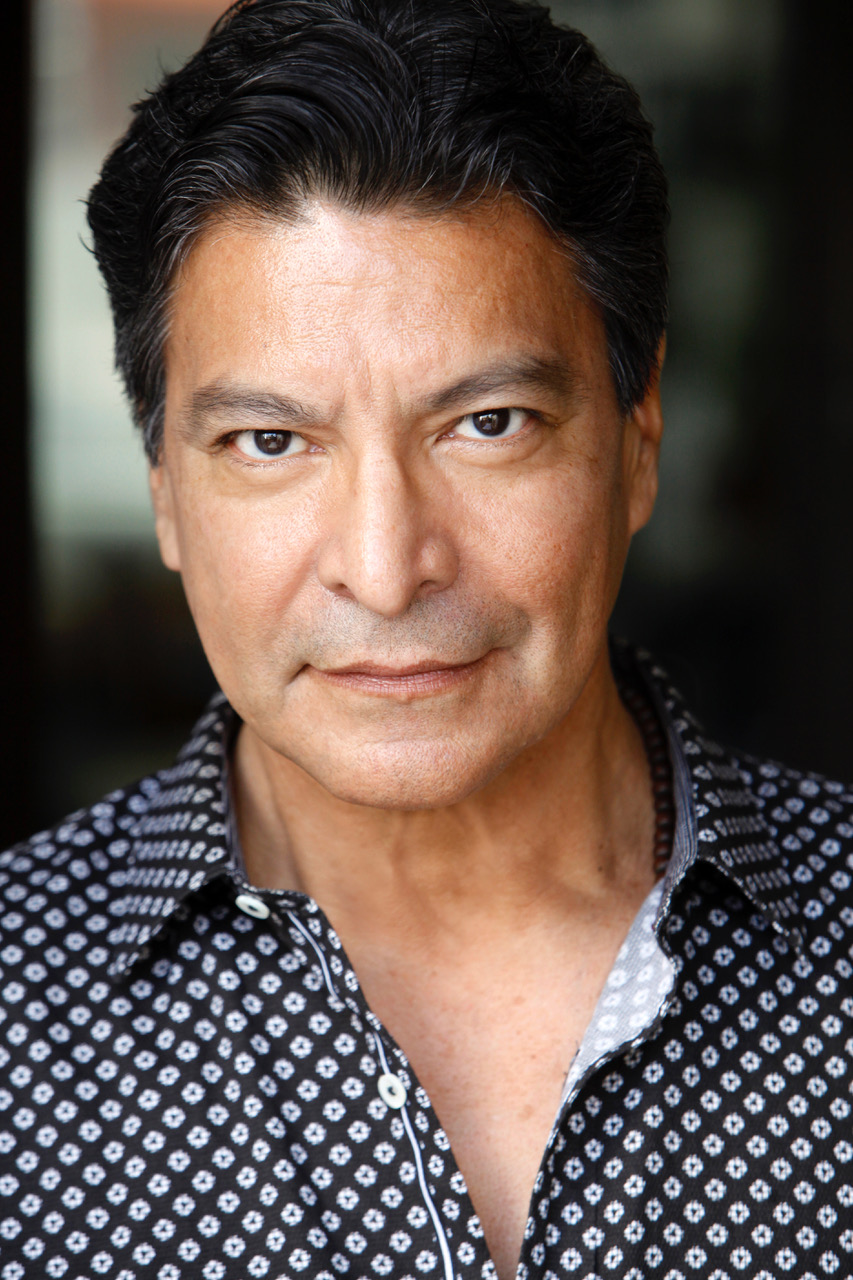
Gil Birmingham
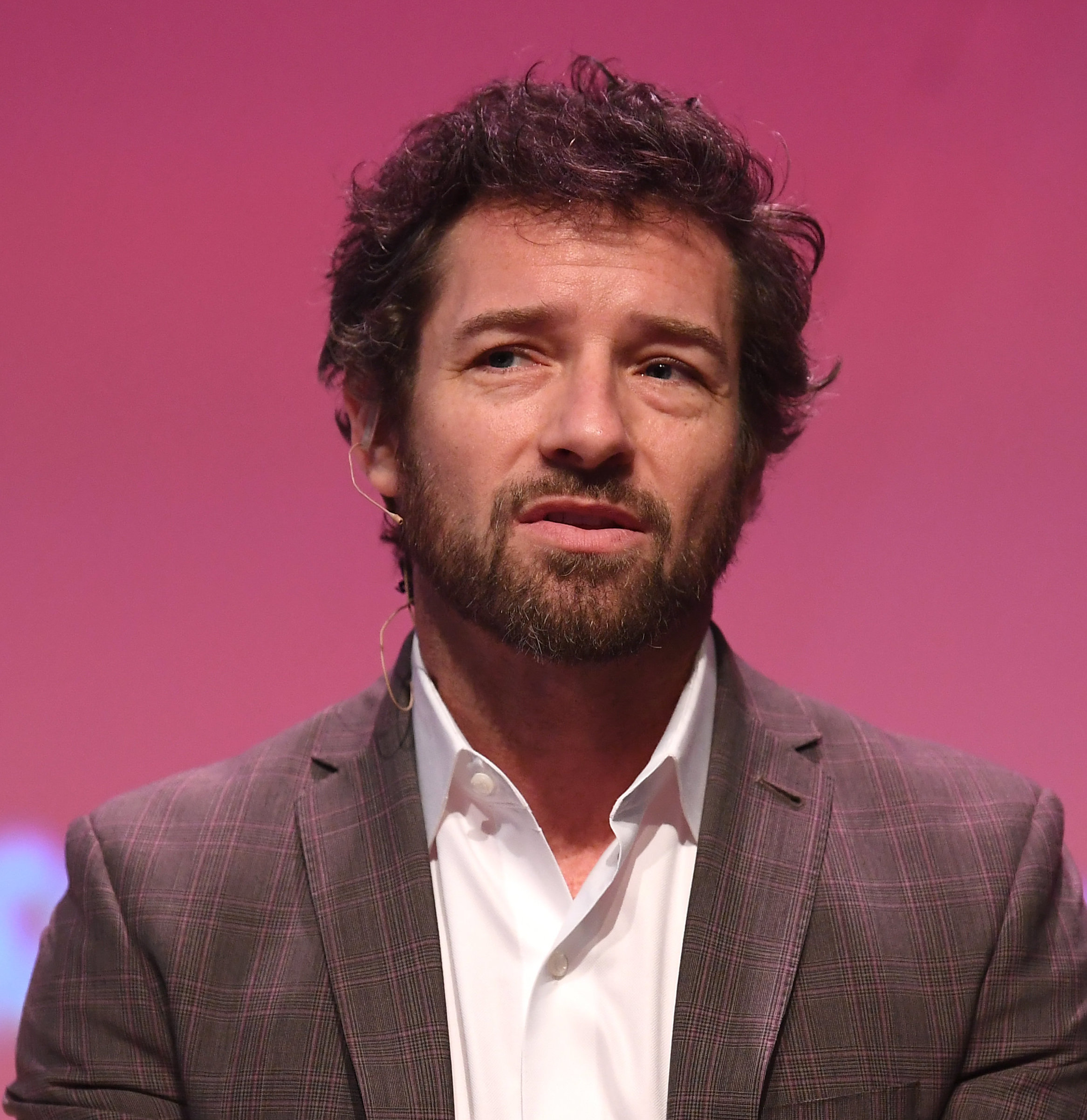
Ian Bohen
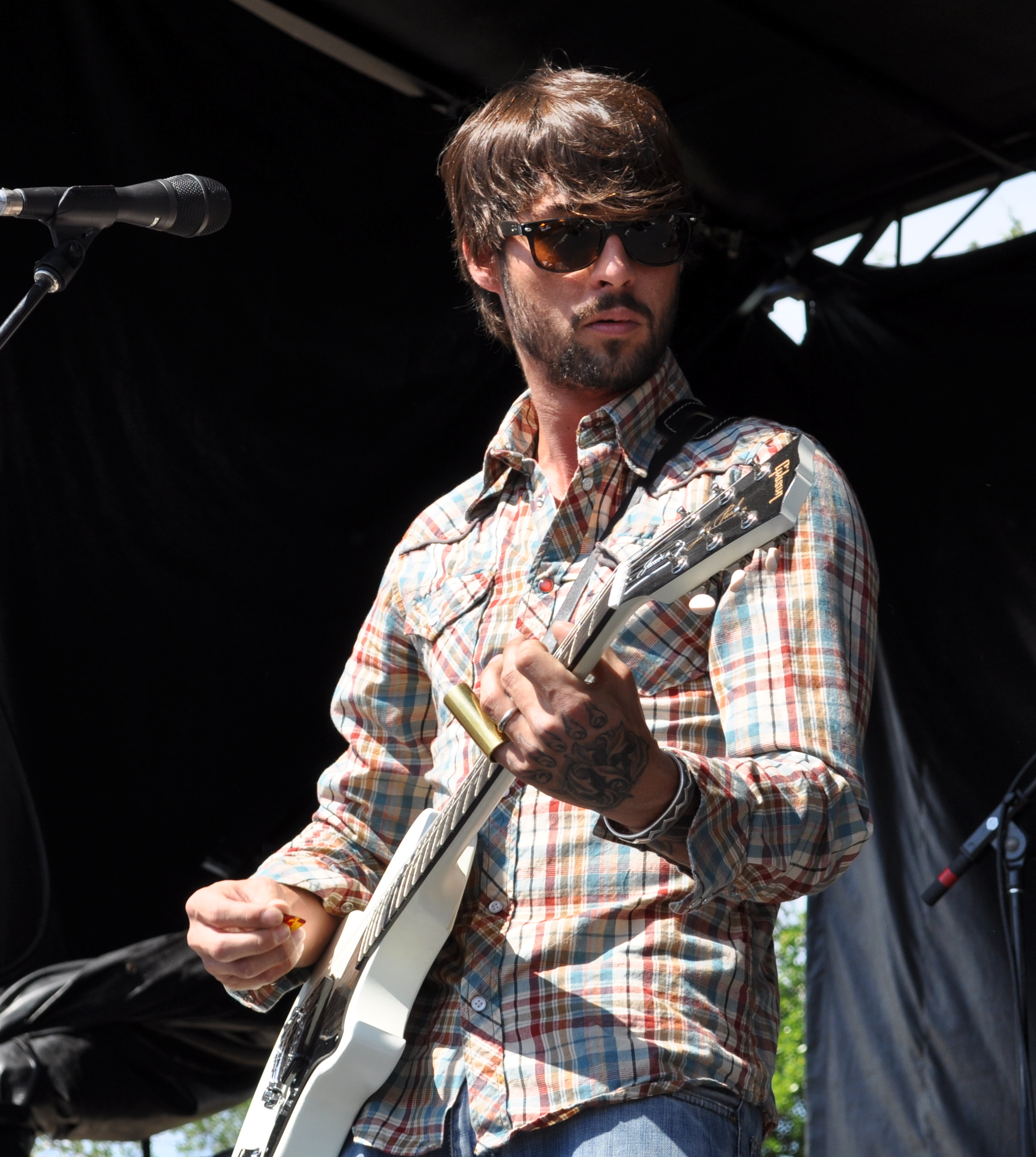
Ryan Bingham

### Ricorrenti
- Bob Schwartz (stagioni 1-4), interpretato da Michael Nouri, doppiato da Mario Cordova.
Amministratore delegato della società finanziaria Schwartz & Meyer in cui Beth è una socia.
- Ben Waters (stagioni 1-3), interpretato da Atticus Todd, doppiato da Carlo Scipioni.
Agente di polizia tribale.
- Felix Long (stagione 1, guest star 2, 4), interpretato da Rudy Ramos, doppiato da Gino La Monica.
Nonno di Monica.
- Sam Stands Alone (stagione 1), interpretato da Tokala Black Elk, doppiato da Sacha De Toni.
Amico dei Long.
- Fred Meyers (stagione 1), interpretato da Luke Peckinpah.
Lavoratore al ranch Yellowstone.
- Emmett Walsh (stagione 1, 5, guest star 2-4), interpretato da Walter C. Taylor III, doppiato da Roberto Fidecaro.
Anziano proprietario di ranch, presidente della Stock Growers Association e amico di lunga data di John.
- Jason (stagioni 1-2), interpretato da David Cleveland Brown.
Assistente di Beth. Muore a causa di un'aggressione effettuata dai sicari dei fratelli Beck.
- Mike Stewart (stagioni 1, 3, guest star stagione 2), interpretato da Timothy Carhart, doppiato da Stefano Alessandroni.
Procuratore generale del Montana.
- Carl Reynolds (stagione 1), interpretato da Fredric Lehne, doppiato da Francesco Prando.
Amico di lunga data di John.
- Preside Littlefield (stagione 1), interpretato da Robert Miraba.
Preside della scuola media tribale di Heartsong.
- Melody Prescott (stagione 1), interpretata da Heather Hemmens, doppiata da Sara Ferranti.
Assistente immobiliare di Dan Jenkins.
- Christina (stagioni 1-2, 4), interpretata da Katherine Cunningham, doppiata da Eleonora Reti.
Assistente di Jamie durante la sua campagna come procuratore generale che in seguito dà alla luce suo figlio.
- Sarah Nguyin (stagione 1, guest star stagione 2), interpretata da Michaela Conlin, doppiata da Gemma Donati.
Giornalista investigativa di New York che vuole screditare John e la sua famiglia. Muore strangolata da Jamie.
- Donnie Haskell (stagioni 1, 3, guest star stagioni 2, 4), interpretato da Hugh Dillon, doppiato da Antonio Palumbo.
Sceriffo della contea di Park.
- Jake (stagioni 2-5, guest star stagione 1), interpretato da Jake Ream, doppiato da Gianluca Machelli.
Lavoratore al ranch Yellowstone.
- Avery (stagioni 1, 4, guest star stagione 1), interpretata da Tanaya Beatty, doppiata da Alessia Amendola.
Ex spogliarellista che Rip assume come nuova stalliera allo Yellowstone.
- Malcolm Beck (stagione 2), interpretato da Neal McDonough, doppiato da Fabrizio Pucci.
Imprenditore di una catena di sale slot e nemico di John. Insieme al fratello Teal seqestra il piccolo Tate Dutton pur di appropriarsi delle terre di John e costruirci sopra dei casino. Muore per mano del patriarca del Montana.
- Teal Beck (stagione 2), interpretato da Terry Serpico, doppiato da Pierluigi Astore.
Fratello di Malcolm e capo della commissione alcolici del Montana. Muore ucciso in casa propria da Kayce Dutton, che si fa dire dov'è nascosto suo figlio Tate prima di eliminarlo.
- Cassidy Reid (stagione 2), interpretata da Kelly Rohrbach, doppiata da Giulia Franceschetti.
Ex star dei rodeo, avvocata e nuova candidata al ruolo di procuratrice generale assunta da Beth.
- Martin (stagione 2), interpretato da Martin Sensmeier, doppiato da Luca Mannocci.
Fisioterapista di Monica.
- Steve Hendon (stagioni 2-5), interpretato da James Jordan, doppiato da Alessandro Budroni.
Agente per la protezione del bestiame che lavora insieme a Kayce.
- Ray (stagione 2), interpretato da Lane Garrison.
Spacciatore di metanfetamina e vecchio amico di Jimmy.
- Gator (stagioni 2, 4-5, guest star stagione 3), interpretato da Gabriel "Gator" Guilbeau, doppiato da Sacha Pilara.
Cuoco dei Dutton.
- Torry (stagione 2), interpretato da Wolé Parks, doppiato da Simone Crisari.
Guardia del corpo delle forze speciali assunta da Dan.
- Ethan (stagioni 3-5), interpretato da Ethan Lee, doppiato da Raffaele Carpentieri.
Nuovo mandriano allo Yellowstone.
- Roarke Morris (stagione 3, guest star stagione 4), interpretato da Josh Holloway, doppiato da Giorgio Borghetti.
Azionista di Market Equities che cerca di rivendicare lo Yellowstone per il settore immobiliare. Muore per un morso di vipera lanciatagli addosso da Rip.
- Ellis Steele (stagioni 3-5), interpretato da John Emmet Tracy, doppiato da Mauro Gravina.
Avvocato che rappresenta la Market Equities.
- Angela Blue Thunder (stagioni 3, 5), interpretata da Q'orianka Kilcher, doppiata da Roberta De Roberto.
Avvocata di Rainwater e amica di Beth.
- Wade Morrow (stagione 3), interpretato da Boots Southerland, doppiato da Daniele Valenti.
Custode di una mandria di bufali adiacente lo Yellowstone e vecchia conoscenza di John.
- Clint Morrow (stagione 3), interpretato da Brent Walker.
Figlio di Wade.
- Willa Hayes (stagione 3), interpretata da Karen Pittman, doppiata da Barbara Castracane.
Amministratrice delegata di Market Equities.
- Mia (stagione 3-4), interpretata da Eden Brolin, doppiata da Joy Saltarelli.
Barrel racer e interesse amoroso di Jimmy.
- Laramie (stagioni 3-5), interpretata da Hassie Harrison, doppiata da Martina Felli.
Barrel racer, amica di Mia e fidanzata di Walker.
- Travis Wheatly (stagione 4, guest star stagioni 1, 2, 5), interpretato da Taylor Sheridan, doppiato da Gabriele Sabatini.
Commerciante di cavalli da rodeo e amico di John.
- Kate (stagioni 4-5, guest star stagione 3), interpretata da Maria Julian, doppiata da Tiziana Martello (stagioni 4-5).
Assistente di Jamie.
- Garrett Randall (stagione 4, guest star stagione 3), interpretato da Will Patton, doppiato da Sergio Lucchetti.
Padre biologico di Jamie.
- Caroline Warner (stagioni 4-5), interpretata da Jacki Weaver, doppiata da Melina Martello.
Presidente del consiglio di amministrazione della Market Equities decisa a costruire un aeroporto e una stazione sciistica nella terra dei Dutton.
- Jerynce (stagione 4, guest star stagione 5), interpretato da Jerynce Brings Plenty.
Figlio adolescente di Mo.
- Summer Higgins (stagioni 4-5), interpretata da Piper Perabo, doppiata da Barbara De Bortoli.
Leader di Free Earth, un movimento ambientalista e per i diritti degli animali che diventa amica di John e suo interesse amoroso. Dopo essere stata rilasciata dal carcere, assume il ruolo di consigliera ambientale di John vivendo insieme a lui al ranch.
- Rowdy (stagione 5), interpretato da Kai Caster.
Caposquadra dei cowboy allo Yellowstone negli anni '90.
- Abby (stagione 5), interpretata da Lainey Wilson.
Cantante country e interesse amoroso di Ryan.
- Sarah Atwood (stagione 5), interpretata da Dawn Olivieri, doppiata da Gabriella Borri.
Avvocata di Market Equities giunta in Montana su ordine di Caroline che in seguito intrattiene una relazione romantica con Jamie.
- Clara Frewer (stagione 5), interpretata da Lilli Kay, doppiata da Ludovica Bebi.
Assistente politica di John.
- Kevin Dillard (stagione 5), interpretato da Rory Cochrane.
Detective che indaga sulla morte di John.

### Guest star
- Lee Dutton (stagione 1), interpretato da Dave Annable, doppiato da Emiliano Coltorti.
Figlio maggiore di John e Evelyn, capo della sicurezza allo Yellowstone e agente della commissione per il bestiame. È inizialmente l'erede designato per il ranch del padre. Muore a causa di una diatriba per il bestiame con gli indiani della Riserva.
- Robert Long (stagione 1), interpretato da Jeremiah Bitsui.
Veterano dell'esercito e fratello di Monica.
- Samantha Long (stagione 1), interpretata da Morningstar Angeline.
Moglie di Robert e cognata di Monica.
- Victoria Jenkins (stagione 1), interpretata da Barret Swatek, doppiata da Claudia Razzi.
Moglie di Dan.
- Dirk Hurdstrom (stagioni 1-2), interpretato da Stanley Peternel.
Nonno di Jimmy e unico parente ancora in vita.
- Evelyn Dutton (stagione 1), interpretata da Gretchen Mol, doppiata da Emanuela D'Amico.
Moglie di John e madre di Lee, Berth e Kayce, morta per una caduta da cavallo nel 1997.
- Danny Trudeau (stagione 1), interpretato da Geno Segers.
Uomo alla ricerca della figlia scomparsa Daisy.
- Mel Thompson, interpretato da Steve Coulter, doppiato da Oliviero Dinelli.
Presidente dello Stato del Montana e rettore dell'Università statale del Montana che offre a Monica un posto da insegnante.
- Cowboy (stagione 2), interpretato da Steven Williams, doppiato da Massimo Corvo.
Mandriano veterano che rimane allo Yellowstone per un breve periodo.
- Bill Ramsey (stagioni 2, 4-5), interpretato da Rob Kirkland, doppiato da Alessandro Ballico (stagione 2) e da Marco Vivio (stagioni 4-5).
Comandante nella contea di Park e sceriffo ad interim dopo la morte di Haskell.
- John Dutton Sr. (stagione 2), interpretato da Dabney Coleman, doppiato da Gerolamo Alchieri.
Padre di John.
- Ross (stagione 4), interpretato da Barry Corbin, doppiato da Angelo Nicotra.
Anziano cowboy al ranch Forty Sixes.
- James Dillard Dutton (stagione 4), interpretato da Tim McGraw, doppiato da Alberto Angrisano.
Bisnonno di John.
- Margaret Dutton (stagione 4), interpretata da Faith Hill, doppiata da Ida Sansone.
Moglie di James e bisnonna di John.
- Cade McPhereson (stagione 5), interpretato da Jake McLaughlin, doppiato da Fabrizio De Flaviis.
Commilitone di Kayce ingaggiato per eliminare Sarah Atwood.
- Steven Rawlings (stagione 5), interpretato da Gareth Williams, doppiato da Paolo Buglioni.
Nuovo governatore del Montana dopo la morte di John.
- Dott.ssa Janice Everly (stagione 5), interpretata da Vinessa Shaw, doppiata da Francesca Fiorentini.
Medico legale che effettua l'autopsia al corpo di John.
- Sadie (stagione 5), interpretata da Bella Hadid.
Fidanzata di Travis Wheatley.

## Produzione

### Sviluppo
Nel 2013, Taylor Sheridan ha iniziato a lavorare sulla serie, essendosi recentemente stancato di recitare e ha iniziato a scrivere sceneggiature. Avendo vissuto nelle zone rurali di Stati come il Texas e il Wyoming, Sheridan ha appositamente impostato la serie in Montana e ha iniziato a scrivere le prime sceneggiature a Livingston.
Il 3 maggio 2017, Paramount Network diede il via all'ordine di una prima stagione composta da dieci episodi. La serie è scritta, diretta e prodotta da Sheridan, insieme a John Linson, Art Linson, Harvey Weinstein e David Glasser.
Nell'ottobre del 2017, in seguito alle accuse di molestie sessuali riguardanti Harvey Weinstein, la rete decise di rimuovere il nome del produttore. Il 15 gennaio 2018, Kevin Kay, presidente della Paramount Network, ha chiarito che Yellowstone non avrebbe avuto i crediti o il logo della Weinstein Company, anche se quella società era coinvolta nella produzione. Inoltre, ha dichiarato che il loro intento è quello di sostituire la Weinstein Television con il nuovo nome della società nei crediti dello spettacolo, quando disponibili. Il 15 gennaio 2018, è stato rivelato al tour annuale della stampa della Television Critics Association che la serie sarebbe stata presentata in anteprima il 20 giugno 2018.
Il 24 luglio 2018 la serie viene rinnovata per una seconda stagione; il 19 giugno 2019 viene rinnovata per la terza stagione; il 21 febbraio 2020 per una quarta e il 3 febbraio 2022 per una quinta stagione.
Nel maggio 2023 viene annunciata ufficialmente la fine della serie con la quinta stagione.

### Casting
Il 15 maggio 2017 è stato annunciato che Kevin Costner era stato scelto per il ruolo principale nella serie di John Dutton. Nel giugno 2017, Luke Grimes, Cole Hauser, Wes Bentley e Kelly Reilly si sono uniti al cast. A luglio entrò anche Kelsey Chow. Nell'agosto 2017, Dave Annable, Gil Birmingham e Jefferson White sono stati aggiunti al cast principale mentre Wendy Moniz, Gretchen Mol, Jill Hennessy, Patrick St. Esprit, Ian Bohen, Denim Richards e Golden Brooks sono stati aggiunti al cast ricorrente. Nel novembre 2017, Michaela Conlin e Josh Lucas si unirono alla serie. Il 19 dicembre 2017, venne annunciato che Heather Hemmens era entrata a far parte del cast in un ruolo ricorrente. Il 13 giugno 2018, Barret Swatek si unì al cast ricorrente.

### Riprese
Le riprese della prima stagione della serie sono state effettuate a Park City, nello Utah.

## Promozione

### Marketing
Il primo trailer della serie è stato diffuso il 26 aprile 2018.

### Anteprima
La serie è stata proiettata il 25 giugno 2018 al Red Rocks Amphitheatre di Denver, in Colorado.

## Distribuzione
La serie è stata trasmessa negli Stati Uniti a partire dal 20 giugno 2018 al 15 dicembre 2024 sul canale Paramount Network.
In Italia è andata in onda su Sky Atlantic dal 13 marzo 2020 al 3 gennaio 2025.
In Canada e nel Regno Unito la serie è stata resa disponibile in streaming su Prime Video con gli episodi pubblicati il giorno dopo la trasmissione statunitense. A partire dalla quinta stagione, è stata trasferita su Paramount+ e su SkyShowtime in tutti i territori in cui il servizio è disponibile.

## Accoglienza

### Ascolti
La première della serie di due ore ha avuto una media di 2,8 milioni di spettatori ed è diventata la serie televisiva più vista di sempre su Paramount Network. Il pubblico in prima visione ha raddoppiato quello del debutto di Waco e ha triplicato il nuovo debutto della serie American Woman.
La premiere della terza stagione ha attirato 7,6 milioni di telespettatori mentre nella quarta stagione ha raggiunto i 12,7 milioni. Il primo episodio della quinta stagione ha raccolto 12,1 milioni di telespettatori.

### Critica
La prima stagione ha ricevuto recensioni contrastanti dalla critica. Rotten Tomatoes riporta il 57% delle recensioni professionali positive, con un voto medio di 5,90 su 10 basato su 53 critiche. Il consenso critico del sito web indica: «Yellowstone si dimostra troppo melodrammatico per essere preso sul serio, diminuendo gli effetti del cast di talento e dei bellissimi scenari.» Metacritic, invece, ha assegnato un punteggio di 54 su 100 basato su 27 recensioni, indicando "recensioni miste".
La seconda stagione ha ricevuto recensioni positive dalla critica. Rotten Tomatoes riporta l'89% delle recensioni professionali positive, con un voto medio di 7,20 su 10 basato su 9 critiche.
La terza stagione ha ricevuto recensioni generalmente positive dalla critica. Rotten Tomatoes riporta il 100% delle recensioni professionali positive, con un voto medio di 5,80 su 10 basato su 7 critiche.
La quarta stagione ha ricevuto recensioni positive dalla critica. Rotten Tomatoes riporta il 91% delle recensioni professionali positive, con un voto medio di 7,80 su 10 basato su 11 critiche. Il consenso critico del sito web indica: «Raggiungendo la sua andatura come un western prevedibilmente imprevedibile, Yellowstone continua a intrattenere con i suoi personaggi tenaci come il cuoio e una prospettiva modernizzata sui classici tropi da cowboy.»
La quinta stagione ha ricevuto recensioni positive dalla critica. Rotten Tomatoes riporta il 79% delle recensioni professionali positive, con un voto medio di 7,05 su 10 basato su 61 critiche. Il consenso critico del sito web indica: «Galoppando nell'arena della politica con un'inclinazione decisamente indipendente, Yellowstone entra in un territorio inesplorato ma rimane saldamente in sella, con la costante presenza di Kevin Costner che rimane una risorsa impagabile.» Metacritic, invece, ha assegnato un punteggio di 63 su 100 basato su 9 recensioni, indicando "recensioni generalmente favorevoli".

## Riconoscimenti
- 2023 - Golden Globe[48]
  - Miglior attore in una serie drammatica a Kevin Costner[49]
- 2018 - Hollywood Post Alliance
  - Candidatura per il miglior sonoro in una serie televisiva (episodio Daybreak)
  - Candidatura per il miglior sonoro in una serie televisiva (episodio Kill the Messenger)
- 2019 - American Society of Cinematographers
  - Candidatura per la miglior fotografia in un episodio di una serie televisiva (episodio Daybreak)
- 2019 - International Film Music Critics Association
  - Candidatura per la miglior colonna sonora in una serie televisiva a Brian Tyler
- 2019 - Western Heritage Awards
  - Miglior drama a Kevin Costner e Taylor Sheridan
- 2022 - Cinema Audio Society Awards[50]
  - Candidatura per il miglior sonoro in una serie televisiva (episodio Half the Money)
- 2022 - MTV Movie & TV Awards[51]
  - Candidatura per la miglior serie televisiva
  - Candidatura per la miglior performance in una serie televisiva a Kelly Reilly
- 2022 - Producers Guild of America Awards[52]
  - Candidatura al Norman Felton Award per il miglior episodio televisivo (stagione 4)
- 2022 - Screen Actors Guild Award[53]
  - Candidatura per il miglior cast in una serie drammatica
- 2023 - Critics' Choice Awards[54]
  - Candidatura per la miglior serie drammatica
  - Candidatura per la miglior attrice in una serie drammatica a Kelly Reilly
- 2023 - Critics Choice Super Awards[55][56]
  - Miglior attore in una serie, miniserie o film televisivo d'azione a Kevin Costner
  - Candidatura per la miglior attrice in una serie, miniserie o film televisivo d'azione a Kelly Reilly
- 2023 - MTV Movie & TV Awards[57]
  - Candidatura per la miglior serie televisiva

## Spin-off e sequel

### 1883
Nel febbraio 2021 la piattaforma streaming Paramount+ annuncia la produzione di una serie prequel, intitolata 1883: la miniserie, realizzata sempre da Taylor Sheridan, segue le vicende della famiglia Dutton mentre attraversa gli Stati Uniti per cercare fortuna nel Montana. Della serie prequel sono protagonisti Isabel May, Sam Elliott, Faith Hill e Tim McGraw.
Una miniserie spin-off di 1883 intitolata Bass Reeves è stata commissionata nel maggio 2022, è composta da sei puntate e incentrata sulla vita dell'omonimo personaggio, il primo U.S. Marshal nero. I protagonisti sono David Oyelowo nel ruolo di Bass Reeves e Dennis Quaid come Sherill Lynn. Tuttavia, dopo averla rinominata in Lawmen - La storia di Bass Reeves è stato confermato che non avrebbe fatto parte dell'universo di Yellowstone.

### 1923
1923 si concentra su una nuova generazione della famiglia Dutton durante l'espansione occidentale, il proibizionismo e la Grande depressione, la quale nel Montana iniziò un decennio prima. Ha come protagonisti Helen Mirren e Harrison Ford ed è disponibile su Paramount+ dal dicembre 2022. La serie è terminata il 6 aprile 2025 dopo due stagioni e quindici episodi.

### The Madison
Nel maggio 2023, insieme all'annuncio della fine della serie, viene confermata una serie sequel con protagonista Matthew McConaughey. Nel novembre dello stesso anno Paramount ordina la serie con il titolo 2024. Nell'agosto 2024 la serie è stata rinominata The Madison con Michelle Pfeiffer come protagonista e segue una famiglia di New York nella valle di Madison River nel Montana centrale. Nello stesso mese sono stati annunciati nel cast Patrick J. Adams, Elle Chapman, Beau Garrett e Matthew Fox. Nell'ottobre seguente Ben Schnetzer è entrato nel cast.

### Y: Marshals
Nel marzo 2025 è stata confermata una serie spin-off police procedural con protagonista Luke Grimes come Kayce Dutton per CBS. Nel maggio seguente CBS ha dato il via alla produzione della serie con il titolo di lavorazione di Y: Marshals e Spencer Hudnut come sceneggiatore, produttore esecutivo e showrunner. La serie sarà trasmessa nel 2026.

### In sviluppo
Una serie intitolata 1944 è in via di sviluppo, sarà girata nella Bitterroot Valley e mostra il ranch dei Dutton. Un altro spin-off, intitolato 6666, è ambientato al giorno d'oggi nel ranch Four Sixes in Texas.
Una serie spinoff di Yellowstone con protagonisti Kelly Reilly e Cole Hauser che riprendono i ruoli di Beth Dutton e Rip Wheeler, è stata confermata nell'agosto 2024 in sostituzione di una sesta stagione.